# Дополнительный прибывает на второй путь
«Дополнительный прибывает на второй путь» — советский двухсерийный детективный фильм 1986 года, снятый режиссёрами Валерием Ахадовым и Сайдо Курбановым по одноимённой повести Леонида Словина.

## Сюжет
В тамбуре поезда Москва — Душанбе обнаружен труп одного из пассажиров. Версию «преступник всё ещё в поезде» поручают отработать собиравшемуся в отпуск майору транспортной милиции Денисову. Помогать ему будет капитан таджикского УГРО Курбанов, командированный в Рязань в связи с делом об особо крупном мошенничестве с продажами автомобилей УАЗ.
При расследовании убийства сотрудники милиции выясняют, что их дела связаны между собой. Убитый Голей сам был неоднократно судим и выслеживал группу мошенников с целью дальнейшего шантажа. Мошенники знали о слежке, но убийство Голея заранее не планировали. К преступлению привела трагическая случайность: разлитое в тамбуре вино из разбитой бутылки один из мошенников принял за кровь своего сообщника и расправился с Голеем.

## В ролях
- Сергей Никоненко — майор Денисов
- Сайдо Курбанов — капитан Курбанов
- Юрий Платонов — Поляков
- Хабибулло Абдураззаков — Саидов
- Светлана Петросьянц — Майя
- Шухрат Иргашев — Вахидов
- Максуд Иматшоев — Феликс
- Ато Мухамеджанов — Фазылов
- Александр Коршунов — поездной электромеханик
- Земфира Цахилова — Абдуллаева
- Яна Друзь — Пятых
- Лидия Онищенко — Люба
- Владимир Земляникин — Белов
- Абдусалом Рахимов — Искандаров
- Тути Гафарова — Искандарова
- Наталья Крачковская — Саукова
- Олег Шкловский — директор ресторана
- Владимир Мышкин — пассажир
- Алексей Ванин — Голей
- Юрий Гусев — Карунас
- Сергей Приселков - подполковник милиции

## Съёмочная группа
- Автор сценария: Словин, Леонид Семёнович
- Режиссёры: Валерий Ахадов, Сайдо Курбанов
- Оператор: Ростислав Пирумов
- Художник-постановщик: Владимир Салимов
- Композитор: Фируз Бахор (Ахмедов)
- Звукорежиссёр: Рустам Ахадов
- Монтаж: Любовь Бутузова